# Smilax australis
Smilax australis är en enhjärtbladig växtart som beskrevs av Robert Brown. Smilax australis ingår i släktet Smilax och familjen Smilacaceae. Inga underarter finns listade.